# Richard Gibson (componist)
Prof. Richard Gibson (Charlottetown, Prince Edward Island, 13 december 1953) is een Canadees componist. Gibson maakt vooral orkest- en kamermuziek. Zijn composities worden niet alleen in thuisland Canada gespeeld maar ook daarbuiten.
Gibson studeerde als componist aan de Universiteit Dalhousie. Later volgde nog de Westelijke Universiteit en tot slot King's College London, waarna hij zich professor mocht noemen. In 1982 won hij de eerste prijs bij het SOCAN, de jonge-componistencompetitie. Tussen 1976 en 2002 was Gibson erg productief als componist, en schreef talrijk aantal arrangementen. Ook heeft hij voor twee films de muziek gecomponeerd; in 1986 voor de film Beausoleil en in 1998 voor de film Abeguit.
- International Standard Name Identifier: 0000 0001 1496 5960
- Library of Congress Control Number: no2010073556
- Virtual International Authority File: 104843039
- WorldCat: E39PBJxWRwJBJGGb9xfCdCkxDq